# Karl Witte

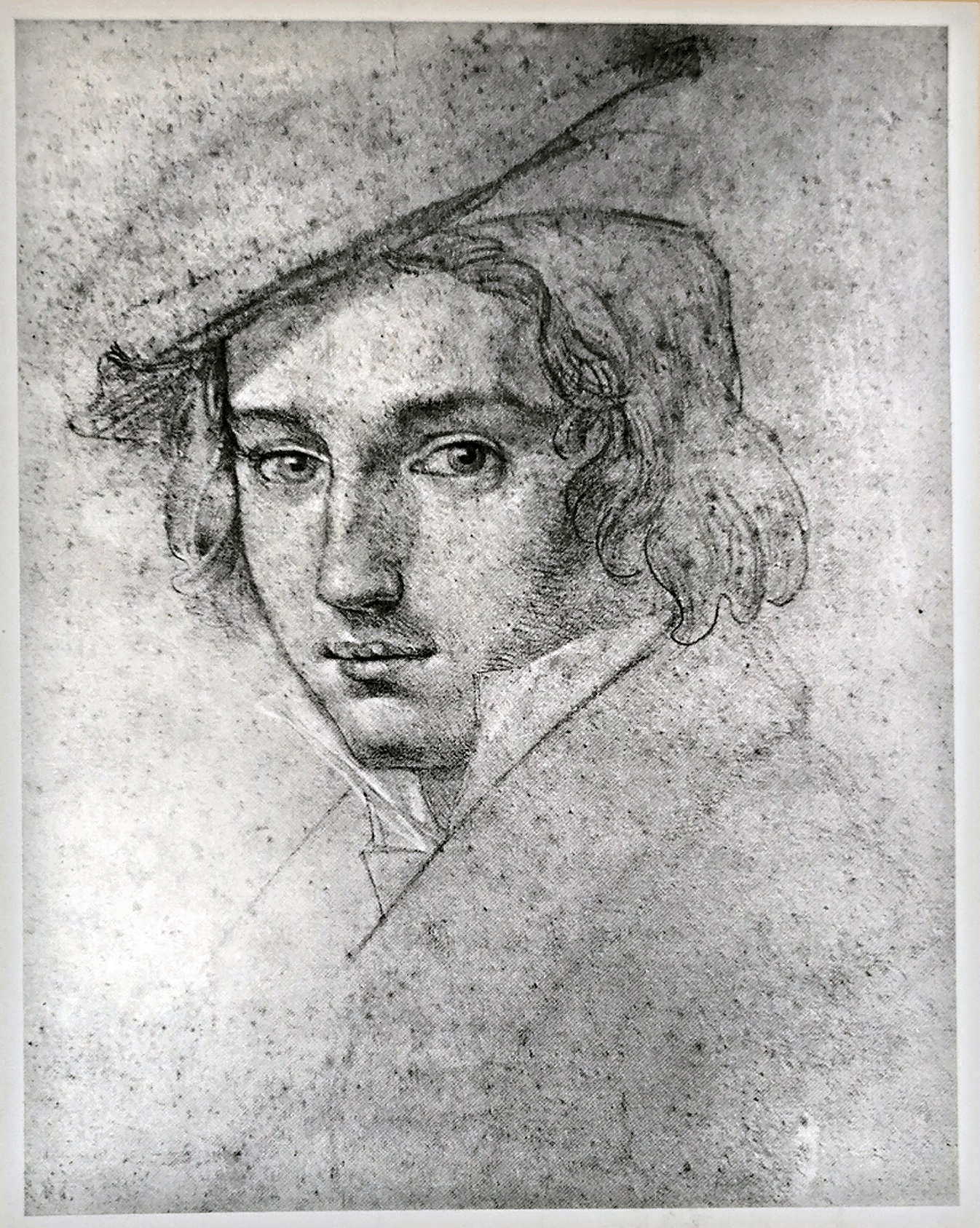
Karl Witte w młodości

Johann Heinrich Friedrich Karl Witte (ur. 1 lipca 1800 w Lochau – obecnie część Schkopau, zm. 6 marca 1883 w Halle) – prawnik, tłumacz i badacz twórczości Dantego. 
Był synem pastora Karla Heinricha Gottfrieda Wittego, który był zwolennikiem intensywnego nauczania. Gdy Karl Witte miał 9 lat, mówił w 5 językach. 13 kwietnia 1814, w wieku 12 lat, został doktorem filozofii na University of Giessen w Niemczech. W rezultacie Witte został umieszczony w Księdze rekordów Guinnessa jako "najmłodszy doktor" (rekord ten nie został do dziś pobity).
Jego ojciec napisał książkę o edukacji Karla. Opisane w niej metody były mocno krytykowane i w Niemczech książka popadła w zapomnienie. Natomiast w Chinach na początku XXI wieku publikacja stała się bestsellerem, dając nadzieję milionom Chińczyków, że dzięki opisanym w niej metodom ich dzieci staną się geniuszami. W japońskim tłumaczeniu nazwisko "Karl Witte" zostało zmienione na "Carl Weter".